# Le cose in comune (Alfa)
Le cose in comune è un singolo del cantautore italiano Alfa, pubblicato il 24 febbraio 2023.

## Descrizione
Il brano, scritto da Daniele Silvestri, è prodotto da False ed è una cover dell'omonimo brano del 1995 di Daniele Silvestri reinterpretata in veste contemporanea.

## Video musicale
Il video musicale, diretto da Filiberto Signorello, pubblicato in concomitanza all'uscita del brano attraverso il canale YouTube del cantautore.

## Tracce
Testi di Daniele Silvestri, musiche di Daniele Silvestri e Vincenzo Miceli.
1. Le cose in comune – 2:31